# Shōwa-ku
Pour les articles homonymes, voir Showa.
Shōwa (昭和区, Shōwa-ku) est l'un des seize arrondissements de la ville de Nagoya au Japon. Il est situé au centre de la ville.
En 2016, sa population est de 107 458 habitants pour une superficie de 10,94 km2, ce qui fait une densité de population de 9 820 hab./km2.

## Histoire
L'arrondissement a été créé en 1937.

## Lieu notables
- Kōshō-ji
- Parc Tsuruma

## Transport publics
L'arrondissement est desservi par les lignes Tsurumai, Sakura-dōri et Meijō du métro de Nagoya.